# Walter Hubmann (Skitrainer)

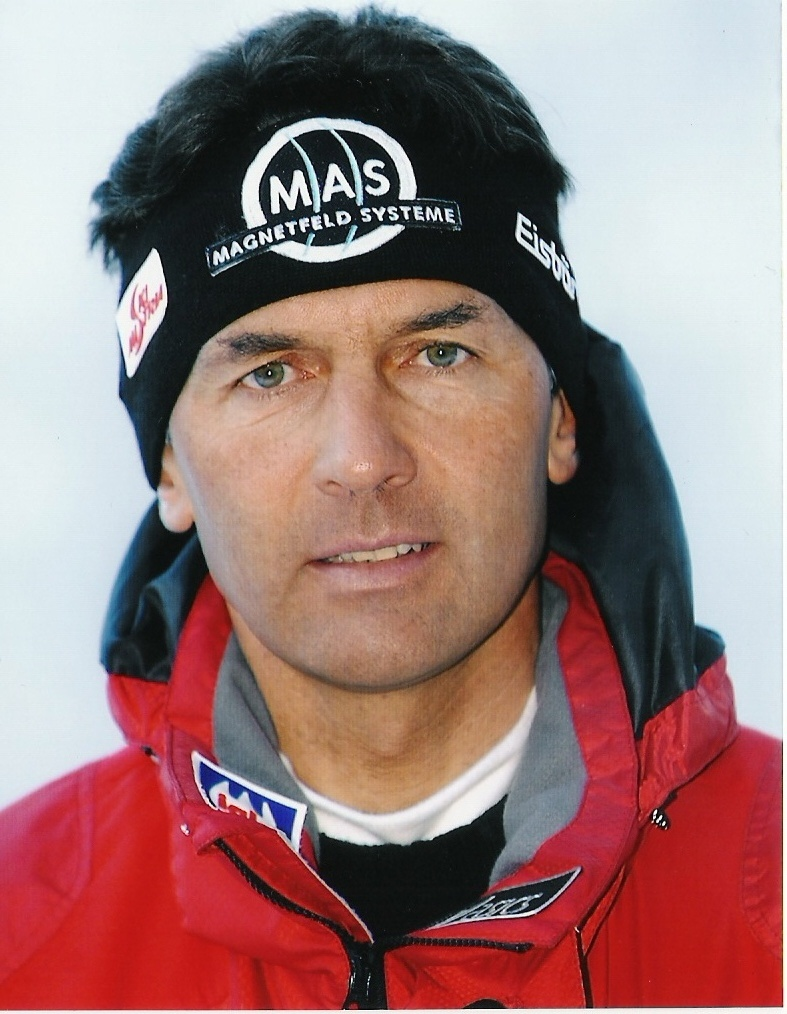
Walter Hubmann (2005)

Walter Hubmann (* 5. April 1958 in Schöder, aufgewachsen in St. Peter am Kammersberg, Bezirk Murau, Steiermark; † 4. März 2020) war ein österreichischer Skitrainer. Er war zeit seines Lebens dem Skisport verbunden und ein Ski-Weltenbummler. Er konnte während seiner Trainerlaufbahn viele Erfolge verbuchen, freute sich aber immer wieder darauf, über seine Reisen und Erlebnisse in seiner Heimat in Vorträgen zu berichten. Hubmann lebte zuletzt gemeinsam mit seiner Lebensgefährtin und seiner Tochter in Neumarkt.

## Biografie

### Jugend
Hubmann wuchs auf einem der höchstgelegenen bergbäuerlichen Betriebe der Gemeinde beim vlg. Krenold am Eichberg in St. Peter am Kammersberg auf. Seine Mutter Christl, seine Großmutter Johanna und sein Onkel Franz Hubmann kümmerten sich um ihn, da er seinen Vater sehr früh verloren hatte. Er besuchte die Grundschule in Peterdorf, wobei der Weg dorthin auch mangels Schulbus sehr mühsam war. Daher kam es, dass Walter Hubmann bereits als Kind den Schulweg von 6 km im Winter mit dem Schlitten oder per Ski zurück legte. Nach Hause auf den Berg ging es zu Fuß.
Mit 14 Jahren zog Walter Hubmann nach Frojach, da seine Mutter Konrad Schuchnig "vlg. Schaffer" geheiratet hatte. Er bekam weitere Geschwister. Interesse und handwerkliches Geschick ließen Hubmann nach dem Polytechnikum in Murau im Jahre 1977 die Lehre als Spengler und Installateur beim Betrieb Zeiringer in Scheifling abschließen. Nach seinem Grundwehrdienst in Hörsching bzw. Zeltweg absolvierte Walter Hubmann die Ausbildung zum Schilehrer und Trainer am Kitzsteinhorn. Hier lernte Hubmann Hans Pum kennen, der ihn die nächsten 40 Jahre sowohl als Freund als auch Kollege begleitete.
Schon damals war Walter Hubmann gerne auf Reisen. So arbeitete er in den Sommerpausen abwechselnd in Argentinien bzw. an der Mount Buller Schischule in Australien. Zeit seines Lebens kam ihm sein Sprachentalent zugute. Er konnte sich unter anderem auch in Englisch, Spanisch, Französisch, Italienisch, Portugiesisch, Holländisch und Kroatisch ausdrücken.

### Karriere
Erste Weltcuperfahrung holte er sich als Servicemann der Firma Salomon. Seine Trainerkarriere begann Hubmann 1984/85 als Cheftrainer des neuseeländischen Damen Weltcup–Ski Teams. Danach arbeitete er von 1985 bis 1989 mit dem britischen Weltcup-Herrenteam und den Topathleten Martin und Graham Bell zusammen.
Von 1989 bis 1992 war Walter Hubmann Herren Europacup Cheftrainer von Österreich und trainierte Hannes Trinkl, Fritz Strobl und Hans Knauß. Von 1992 bis 1997 übernahm er die österreichische Damen-Nationalmannschaft und erzielte in den Disziplinen Abfahrt, Super-G und Riesentorlauf Erfolge mit Renate Götschl, Michaela Dorfmeister, Alexandra Meissnitzer sowie Anita Wachter. Vor allem mit Renate Götschl verband ihm Zeit seines Lebens eine Freundschaft. So ist Renate Götschl unter anderem die Taufpatin seiner Tochter.
In den Jahren 1997 und 1998 agierte er als FIS-Koordinator für den Europacup der Herren und in den Jahren von 1998 bis 2002 für das FIS-Development Ski Alpine für kleinere Nationen.
Erfolge stellten sich von 2001 bis 2007 während seiner Tätigkeit als ÖSV Herren Weltcup Cheftrainer (Speed und Kombination) u. a. mit Hermann Maier, Stephan Eberharter, Hans Knauß, Andreas Schifferer, Fritz Strobl ein. Von 2007 bis 2011 trainierte Walter Hubmann das kroatische Herren Weltcupteam in allen Disziplinen. Als Trainer gelang ihm 2010/11 mit Ivica Kostelić der Gesamtweltcupsieg und weitere Podiumsplätze (Natko Zrnčić-Dim).
Als Cheftrainer des bulgarischen Schiteams für Damen und Herren war er in den Jahren 2012 und 2013 tätig. Danach wechselte er in das Schweizer Herren Weltcup–Ski Team erzielte unter anderem Siege mit den Athleten Daniel Défago, Sandro Viletta und Patrick Küng.
Von 2014 bis 2015 war er nochmals als Trainer des kroatischen Weltcup–Ski Teams in Speed und Technik tätig sowie Ratgeber für Instruktionstrainer von Croski. Ab 2015 arbeitete Walter Hubmann beim ungarischen sowie georgischen Schiverband als Damen- und Herrentrainer.

### Krankheit
Im Jänner 2019 musste er seine berufliche Tätigkeit krankheitsbedingt einstellen.
Walter Hubmann versuchte, wie er es aus dem Spitzensport gewöhnt war, mit konsequentem Training, Ernährungsumstellung und Meditation der Krankheit Herr zu werden, welches ihm vorerst auch gelang. Jedoch verschlechterte sich im Jänner 2020 sein Gesundheitszustand massiv. Walter Hubmann starb am 4. März 2020 und wurde in seiner Heimatgemeinde Frojach bestattet.

## Nachruf
Aus dem In- und Ausland hatten sich ehemalige Skirennsportler, Trainerkollegen und Abordnungen von Ski–Nationalverbänden im kleinen steirischen Ort Frojach eingefunden. Abschiedsreden von Hans Pum und Renate Götschl unterstrichen die Persönlichkeit Hubmanns. Einen emotionalen Nachruf hat Renate Götschl ihrem ehemaligen Trainer gewidmet. War es doch Walter Hubmann, der ihr den Glauben an ihr Können in einem Formtief zurückgegeben und maßgeblich an ihrem Aufstieg zur „Speed-Queen“ beigetragen hatte.
Aus dem Nachruf von Alfred „Fredi“ Taucher bzw. Hans Pum aus der Murtaler Zeitung: Sein wertschätzender Umgang in Verbindung mit seiner ruhigen und ausgeglichenen Art war einzigartig. Sein gesamtes Wirken war von viel Fleiß, enormem Fachwissen, aber auch von gegenseitiger Freundschaft und Wertschätzung gekennzeichnet. Vielen Dank für die schöne Zeit, du wirst uns immer in Erinnerung bleiben.